# Alternativa Izquierda
Alternativa Izquierda o La Izquierda (en alemán: Alternative Linke, en francés: La Gauche, en italiano: La Sinistra) fue un partido político de Suiza. Alternativa Izquierda fue fundado en 2010 en la ciudad de Lausanne. Se ha puesto en marcha una iniciativa popular para la abolición del impuesto global para millonarios extranjeros.